# Le Livre de la jungle (film, 1942)
Pour les articles homonymes, voir Le Livre de la jungle (homonymie).
Pour plus de détails, voir Fiche technique et Distribution.
Le Livre de la jungle (titre original : Jungle Book) est un film américain réalisé par Zoltan Korda, sorti en 1942. Il a été tourné avec des animaux sauvages.

## Synopsis
Dans un village de l'Inde britannique, une jeune memsahib anglaise entend par hasard un vieux conteur, Buldeo, parler des dangers de la jungle. Elle lui demande de lui raconter une histoire et il raconte alors celle de Mowgli. Alors que Buldeo était plus jeune, les hommes décident de construire un village dans la jungle, empiétant sur la vie sauvage. Shere Khan, le tigre redouté, revenant sur ses terres de prédilection, rôde autour du village. Pendant ce temps, Mowgli échappe à la surveillance de ses parents pour se perdre dans la jungle. Son père part à sa recherche mais rencontrant Shere Khan, ce dernier le tue. Mowgli est recueilli par les loups qui le protègent du tigre, l’élèvent et lui apprennent le langage des animaux. 
Quelques années après, Mowgli, adolescent, est trouvé par des habitants du village. Ils se divisent en deux clans quant à leur opinion au sujet de l'avenir de l'enfant sauvage. Certains, dont Buldeo, le considèrent comme un mauvais signe qui risque d'attirer les animaux sauvages dans le village. D'autres préfèrent l’accueillir comme un homme. Messua, la mère de Mowgli, bien qu'elle ne reconnaisse pas son fils, décide de recueillir l'enfant. Bientôt, ce dernier veut faire découvrir la jungle à Mahala, la fille de Buldeo, avec laquelle il avait sympathisé. 
Mowgli va découvrir peu à peu la cupidité des hommes et devra choisir entre la civilisation et la jungle.

## Fiche technique
- Titre français : Le Livre de la jungle
- Titre original : Jungle Book
- Réalisateur : Zoltan Korda
- Scénario : Laurence Stallings, d'après Le Livre de la jungle de Rudyard Kipling
- Photographie : Lee Garmes et W. Howard Greene conseiller couleurs Nathalie Kalmus
- Musique : Miklós Rózsa
- Réalisateur de seconde équipe : André de Toth
- Direction artistique : Jack Okey et J. McMillian Johnson
- Décors : Vincent Korda et Julia Heron
- Montage : William Hornbeck
- Producteur : Alexander Korda, pour sa compagnie de production, "Alexander Korda Films"
- Distributeur : United Artists
- Pays de production :  États-Unis
- Format : Couleur (Technicolor) consultant Nathalie Kalmus
- Langue : anglais
- Genre : Aventure
- Durée : 108 minutes
- Dates de sortie :
  - États-Unis : 3 avril 1942
  - France : 19 décembre 1945
- Affiche : Constantin Belinsky (France)

## Distribution
- Sabu : Mowgli (VF : François Redon)
- Joseph Calleia : Buldeo
- John Qualen : le barbier
- Frank Puglia : Pundit, le prêtre
- Rosemary DeCamp : Messua
- Patricia O'Rourke : Mahala
- Ralph Byrd : Durga
- John Mather : Rao
- Faith Brook : la jeune femme anglaise
- Noble Johnson : le Sikh

Et avec les animaux : 
- Bagheera la panthère
- Baloo l'ours
- Hathi l'éléphant
- Mel Blanc : Kaa le serpent
- Shere Khan le tigre

## Nominations
- Oscars : 
  - meilleure partition d'un film dramatique ou d'une comédie
  - meilleure photographie (couleur)
  - meilleurs effets spéciaux
  - meilleurs décors (couleurs)